# 生神女誕生祭

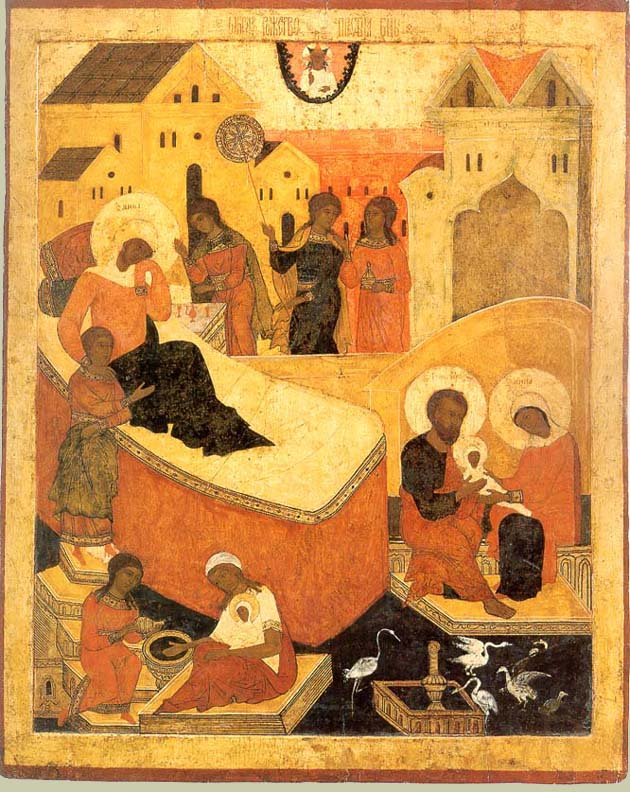
生神女誕生祭のイコン。（17世紀ロシア、テンペラ）

生神女誕生祭（しょうしんじょたんじょうさい）とは、生神女（聖母マリア）の誕生を記憶する正教会の祭りであり、十二大祭の一つである。日本ハリストス正教会発行の『正教会暦』には「至聖なる我が女宰生神女永貞童女マリヤの誕生祭」と記されている。
- ギリシャ語 - Το γενέσιο της Θεοτόκου
- ロシア語 - Рождество Пресвятой Богородицы
- 英語 - Nativity of the Theotokos

## 概要
生神女マリヤ（聖母マリア）の誕生は9月21日に祝われる（修正ユリウス暦使用教会では9月8日）。翌9月22日には、正教会は生神女マリヤの誕生とともに、生神女マリヤの父母イオアキム（ヨアキム）とアンナを記憶する。マリヤは神の母であり、その父母であることからイオアキムとアンナは「神の祖父母」と正教会では呼ばれる。
生神女誕生の出来事については、福音書をはじめとして新約聖書に記述は無く、正教会における伝承として伝えられている。なお、正教会にはカトリック教会におけるような「無原罪の御宿り」の理解・伝承は存在しない（そもそも原罪観が正教とカトリックとでは異なる）。
世界中に、生神女誕生祭を記憶する聖堂がある。

## 正教会の伝承
本節は、正教会における伝承に則って記述する。
イオアキムはダビデの子孫であり、ダビデの子孫から世の救い主が生まれるとの神の約束・預言が成就したのが生神女の誕生である。イオアキム（ヨアキム）とアンナは善良であり、神の戒を守り、神への献物を欠かさない、神の前に義なる人であったが、夫婦となってから既に50余年の時を過ごしているにもかかわらず、子が無かったので大変に憂いていた（当時、イスラエルにあって子が無いというのは大変な恥でもあり、罪とも看做された）。
ある大祭の日、イオアキムは神に祭を献じるために神殿に行ったが、祭司長は人々とともにイオアキムに子が無い罪を責め、子が出来るまでは献物を行う事を禁じた。イオアキムは大いに悲しみ、一人荒野に出て涙を流し熱切に祈った。夫イオアキムが神殿で辱められ、しかも家に帰ってこないのをアンナはひどく心配し、悲嘆にくれて泣いて神に祈った。
この二人の祈りに神は応えた。天使は娘が与えられること、その娘によって全世界が祝福され救いが与えられることを二人に告げ、そしてその名をマリヤと名付けるように告げた。夫妻は大いに喜んだ。夫妻は生まれた子を神に献じる事を誓った。
予め言われたように二人に娘が生まれた。夫妻と人々は仁慈を顕された主を讃美し感謝した。マリヤが三歳になると、イオアキムとアンナは誓った通り、マリヤを神殿にささげた（この時のことは生神女進堂祭として記憶される）。